# دامن‌برچینی

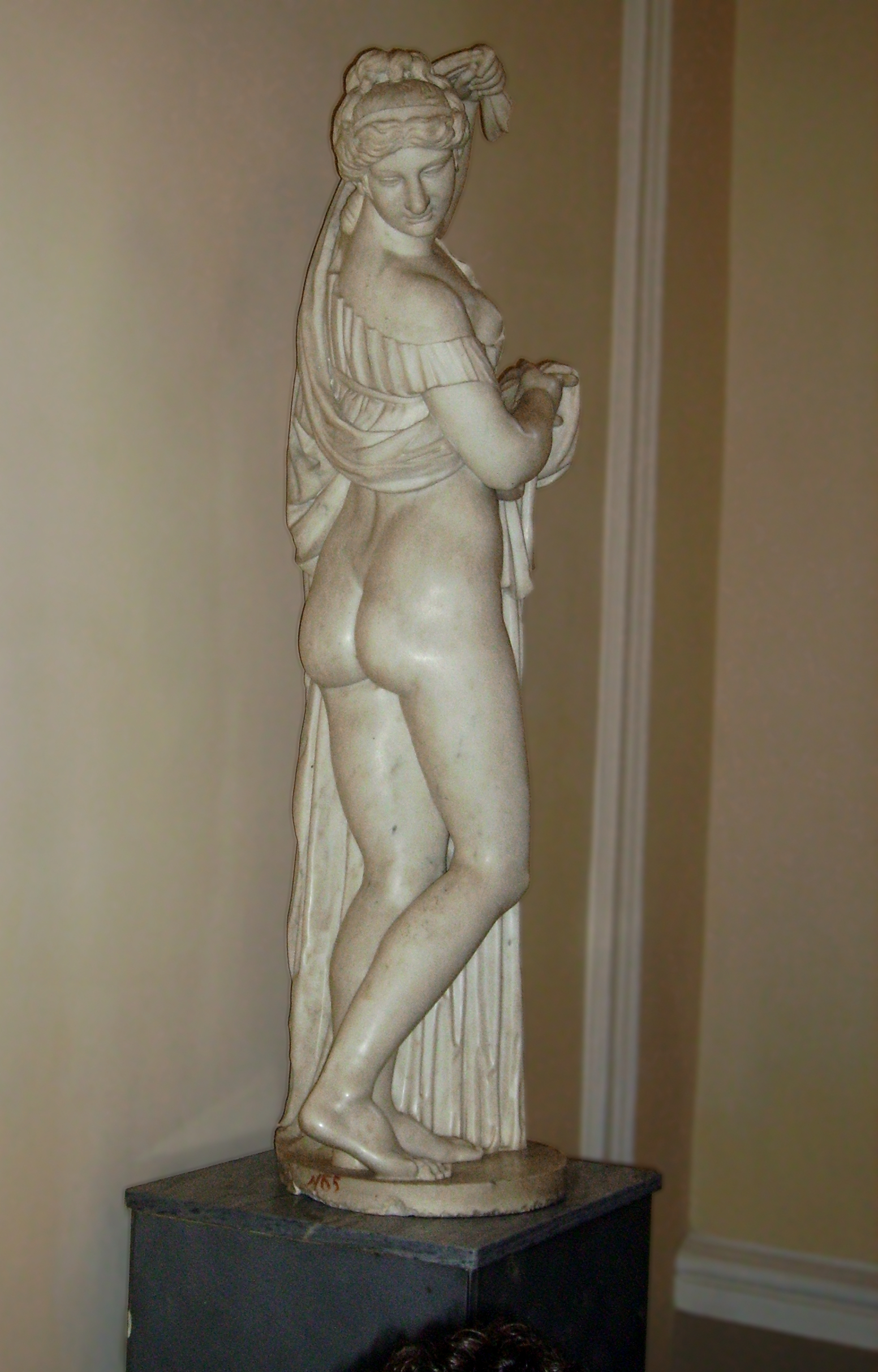
تندیسی از ونوس زیباسُرین در فرهنگ یونانی. موزه هرمیتاژ، روسیه.

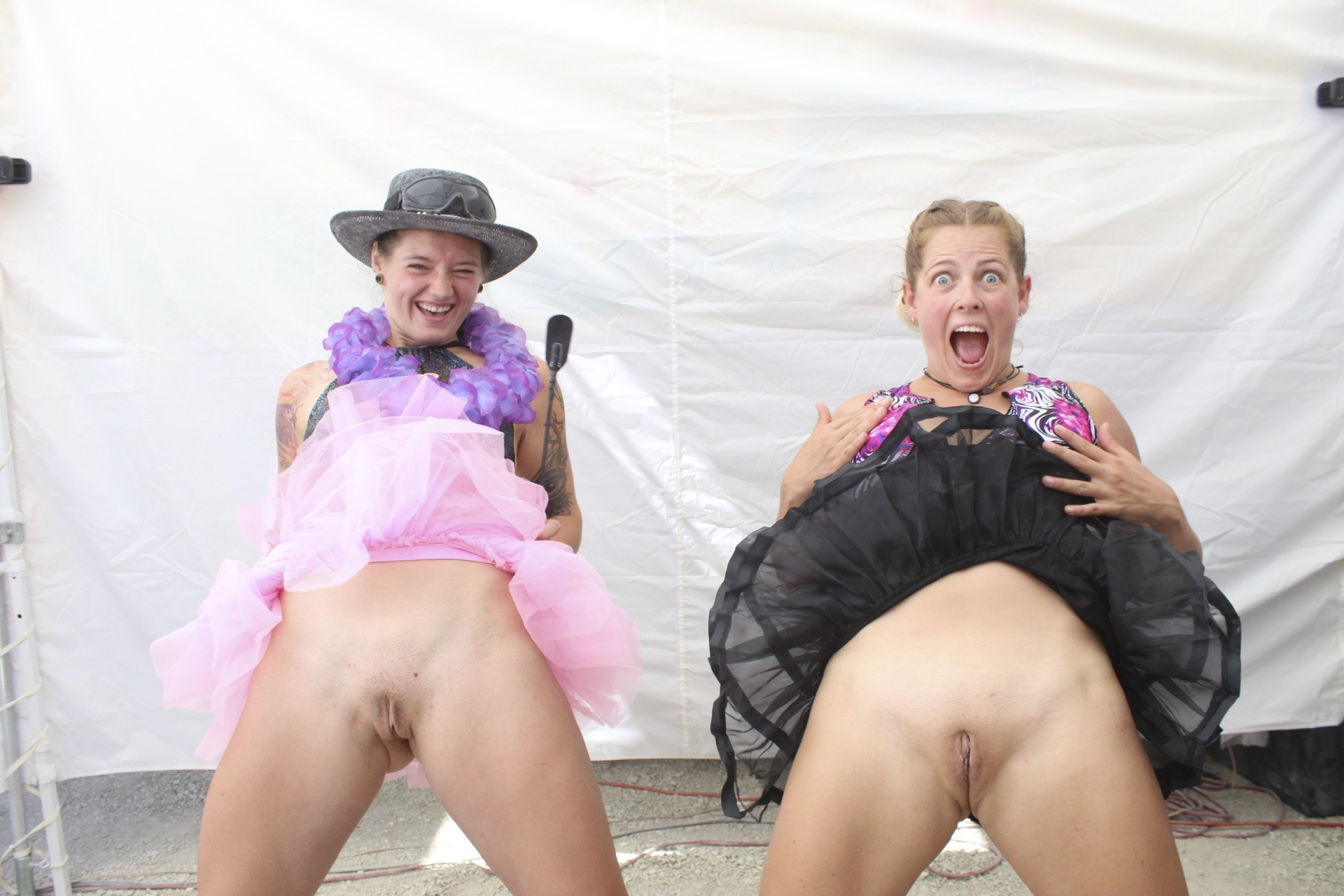

دامن‌برچینی (Anasyrma) عمل بالا زدن دامن زنانه یا مردانه توسط خود شخص برای نمایاندن منطقه شرمگاهی خود است. دامن برچیدن می‌تواند به برخی مراسم مذهبی، شهوت، شوخی و لودگی یا تأثیرگذاری بر فرد تماشاگر ارتباط داشته باشد یا در جریان یک نمایش انجام شود.
دامن‌برچینی با عمل‌های مشابه در بدن‌نمایی این تفاوت را دارد که شخص بدن‌نما این کار را بیشتر برای لذت شهوانی خود انجام می‌دهد اما بالا زدن دامن بیشتر برای تأثیرگذاری بر اطرافیان انجام می‌شود. در برخی از فرهنگ‌ها برگرفتن دامن به عنوان عملی که چشم بد را دور می‌کند یا دشمنان فراطبیعی را می‌راند پنداشته شده و انجام می‌شود.
از نمونه‌های معروف دامن‌برچینی در فرهنگ اروپایی تندیس ونوس زیباسُرین Venus Callipyge است.
در ادبیات فارسی نیز اشاراتی به برچیدن دامن شده‌است:

نمونه از نظام قاری در دیوان البسه (ص ۲۶):
دامن به هرکه می‌رسم از عضو خویش، بر
می‌دارم و برهنگی اظهار می‌کنم.
نمونه‌شعری از صائب تبریزی:
زلیخا دامن امید را بیهوده نگشاید
عبیر پیرهن را چشم چون دستار می‌باید.